# سوفوکل ۲۹۲۱
سیارک ۲۹۲۱ (به انگلیسی: 2921 Sophocles، نامگذاری:6525P-L) دو هزار و نهصد و بیست و یکمین سیارک کشف شده‌است که در ۲۴ سپتامبر ۱۹۶۰ کشف شد.
قدر مطلق سیارک برابر ۱۳٫۳۰ است.